# بورونجا
بورونجا (به عربی: بورونجا) یک منطقهٔ مسکونی در سودان است.